# مشاة الدراجات الهوائية

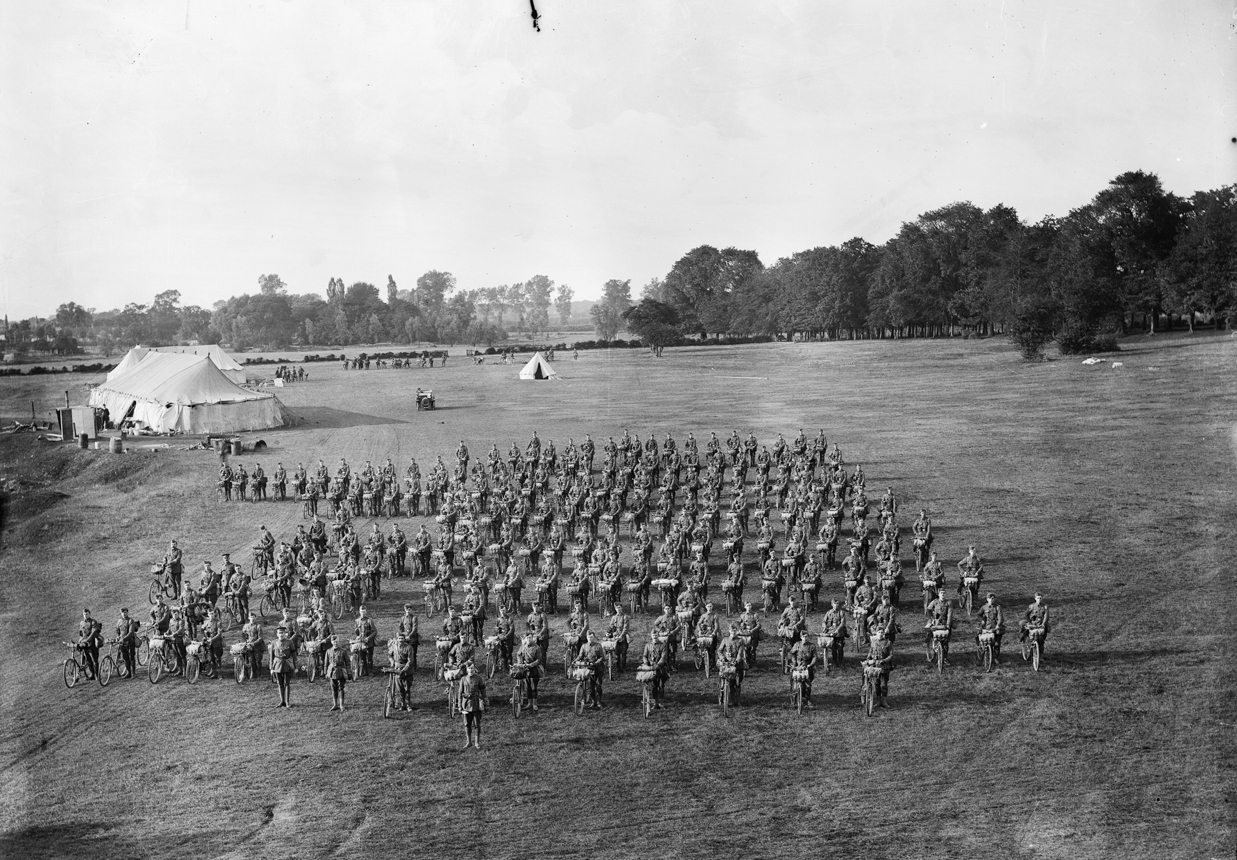
تدريب شركة الدراجات البريطانية في شارع بيوري ايدموندز, سوفولك في إنجلترا سنة 1910

مشاة الدراجات الهوائية، هم جنود مشاة يناورون في (أو في كثير من الأحيان، بين) ساحات المعارك باستخدام الدراجات العسكرية. يعود تاريخ هذا المصطلح إلى أواخر القرن التاسع عشر، عندما أصبحت «دراجة السلامة» شائعة في أوروبا والولايات المتحدة وأستراليا. تاريخيا، خفضت الدراجات من الحاجة إلى الخيول والوقود وصيانة المركبات. على الرغم من أن استخدامها قد تضاءل على مر السنين في العديد من الجيوش، إلا أنها لا تزال تستخدم في الجيوش غير التقليدية مثل الميليشيات.

## التاريخ

### المنشأ

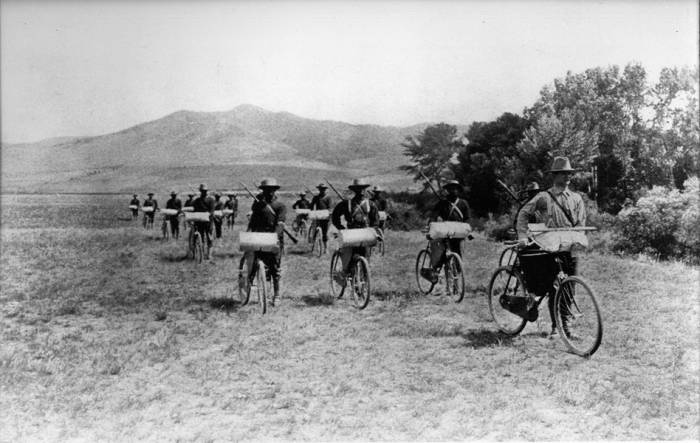
فيلق الدراجات الهوائية الأمريكية في فورت ميسولا عام 1897

أجريت العديد من التجارب في أواخر القرن التاسع عشر لتحديد الدور المحتمل للدراجات وركوب الدراجات داخل المنشآت العسكرية، وذلك في المقام الأول لأنها يمكن أن تحمل المزيد من المعدات وتسافر مسافات أطول من الجنود سيرا على الأقدام. كما ان تطور الاطارات الهوائية مع الاطارات الأقصر والاقوى في اواخر القرن التاسع عشر، دفع المنشآت العسكرية إلى التحقق من إمكانية تطبيقها. وإلى حد ما، تولى راكبو الدراجات مهام الفرسان، وخاصة كرسل وكشافة، واستبدلوا الخيول في الحرب. وحدات الدراجات أو المفارز كانت موجودة بحلول نهاية القرن التاسع عشر في معظم الجيوش. واستخدمت المملكة المتحدة قوات الدراجات في وحدات الميليشيات أو الوحدات الإقليمية، بدلا من الوحدات النظامية. وعكس هذا أساسا شعبية ركوب الدراجات بين السكان المدنيين والقيمة المتصورة للدراجات في توفير المزيد من التنقل لوحدات الدفاع المحلية.

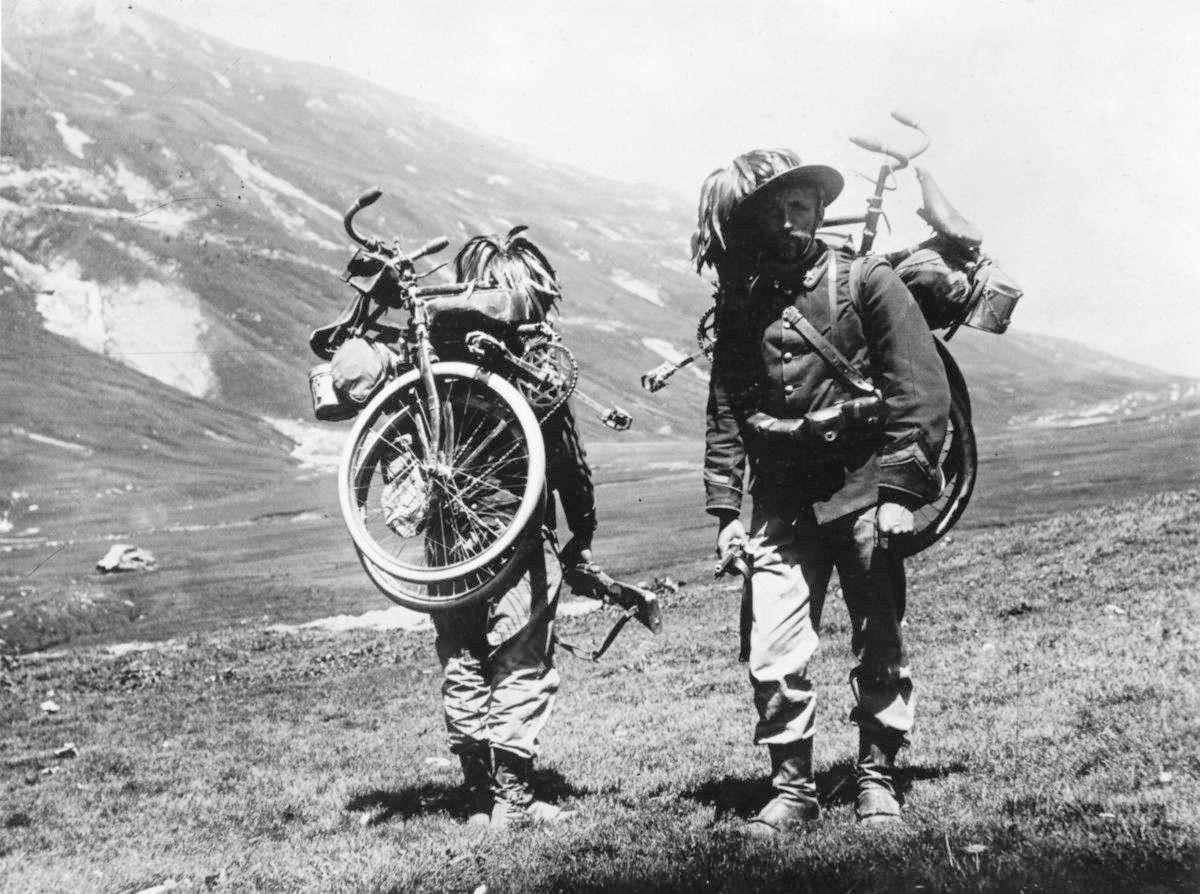
الإيطالي بيرساجيلري قبل الحرب العالمية الأولى مع دراجات قابلة للطي ومربوطة على ظهورهم

في عام 1887، عُقِدت أول سلسلة من مناورات الدراجات التي شملت وحدات المتطوعين البريطانية. في فرنسا، حيث تم إنشاء العديد من الوحدات التجريبية، والتي بدأت من عام 1886. حيث طوروا دراجات قابلة للطي، والتي يمكن أن يتم طيها وتحمل على ظهر راكبيها، من تاريخ مبكر. وبحلول عام 1900، كان لكل كتيبة فرنسية من المشاة الخط والمشاحن مفرزة لراكبي الدراجات، مخصصة للمناوشات والاستكشاف والإرسال. وفي السنوات التي سبقت الحرب العالمية الأولى، أدى توافر شبكة واسعة من الطرق المعبدة أو الحصى في أوروبا الغربية إلى جعل راكبي الدراجات العسكرية أمسوا بديلاً مجدياً للقوات المحمولة على الخيول) على أساس الاقتصاد، وبساطة التدريب، والصمت النسبي عند التنقل، وسهولة الدعم اللوجستي. حافظت الجيوش الهولندية والبلجيكية، مع التضاريس المسطحة الواسعة داخل حدودها الوطنية، على وحدات بحجم كتيبة أو سرية من راكبي الدراجات. وسعت بيرساجليري الإيطالية دورها كمشاة خفيفة سريعة الحركة من خلال الاستخدام الواسع للدراجات من تسعينيات القرن التاسع عشر فصاعدا. حتى الجيش السويسري وجد أن الدراجات وسيلة مفيدة للتنقل في التضاريس الوعرة حيث لا يمكن استخدام سلاح الفرسان. استخدم الدرك الإمبراطوري الروسي الدراجات بعجلات تمديد، للقيام بدوريات على طول السكك الحديدية السيبيرية قبل وأثناء الحرب الروسية اليابانية عام 1905.
في أواخر القرن التاسع عشر، اختبر جيش الولايات المتحدة ملاءمة الدراجة لنقل القوات عبر البلاد. أجريت التجارب الأكثر شمولا على وحدات الدراجات من قبل الملازم الأول جيمس موس، من المشاة الولايات المتحدة 25 (ملون) (فوج مشاة أفريقي أمريكي مع ضباط أوروبيين أمريكيين). باستخدام مجموعة متنوعة من نماذج الدراجات، قام موس وجنوده، برفقة جراح مساعد، برحلات واسعة بالدراجات تغطي ما بين 800 و 1900 ميل (1287 إلى 3058 كم). في عام 1896 كان جنود الجاموس المتمركزون في مونتانا يركبون الدراجات عبر مناطق طبيعية بلا طرق لمئات الأميال بسرعة عالية. سافر «السائقون» مسافة 1,900 ميل إلى سانت لويس ميسوري في 40 يومًا بسرعة متوسطة أكثر من 6 أميال في الساعة. لم تتم الموافقة على جولة مقترحة من ميسولا إلى سان فرانسيسكو وتم إنهاء التجارب.
حدث أول استخدام معروف للدراجة في القتال خلال غارة جيمسون عام 1895، والتي حمل فيها راكبو الدراجات الرسائل. في حرب البوير الثانية تم استخدام راكبي الدراجات العسكرية في المقام الأول ككشافة ورسل. وتقوم وحدة واحدة بدوريات في خطوط السكك الحديدية على دراجات ترادفية منشأة خصيصا لهذا الغرض ومثبتة بالقضبان. وقام مشاة محمولة على دراجات من كلا الجانبين بعدة غارات؛ كانت الوحدة الأكثر شهرة هي Theron se Verkenninskorps (فيلق ثيرون الاستطلاعي) أو TVK، وهي وحدة من البوير بقيادة الكشافة دانيال ثيرون، الذي وصفه القائد البريطاني لورد روبرتس بأنه «أصعب شوكة في لحم التقدم البريطاني». وضع روبرتس مكافأة قدرها 1000 جنيه استرليني على من يعثر على ثيرون -حياً كان أم ميتًا- وأرسل 4000 جندي للعثور على TVK والقضاء عليها.

## الحروب العالمية

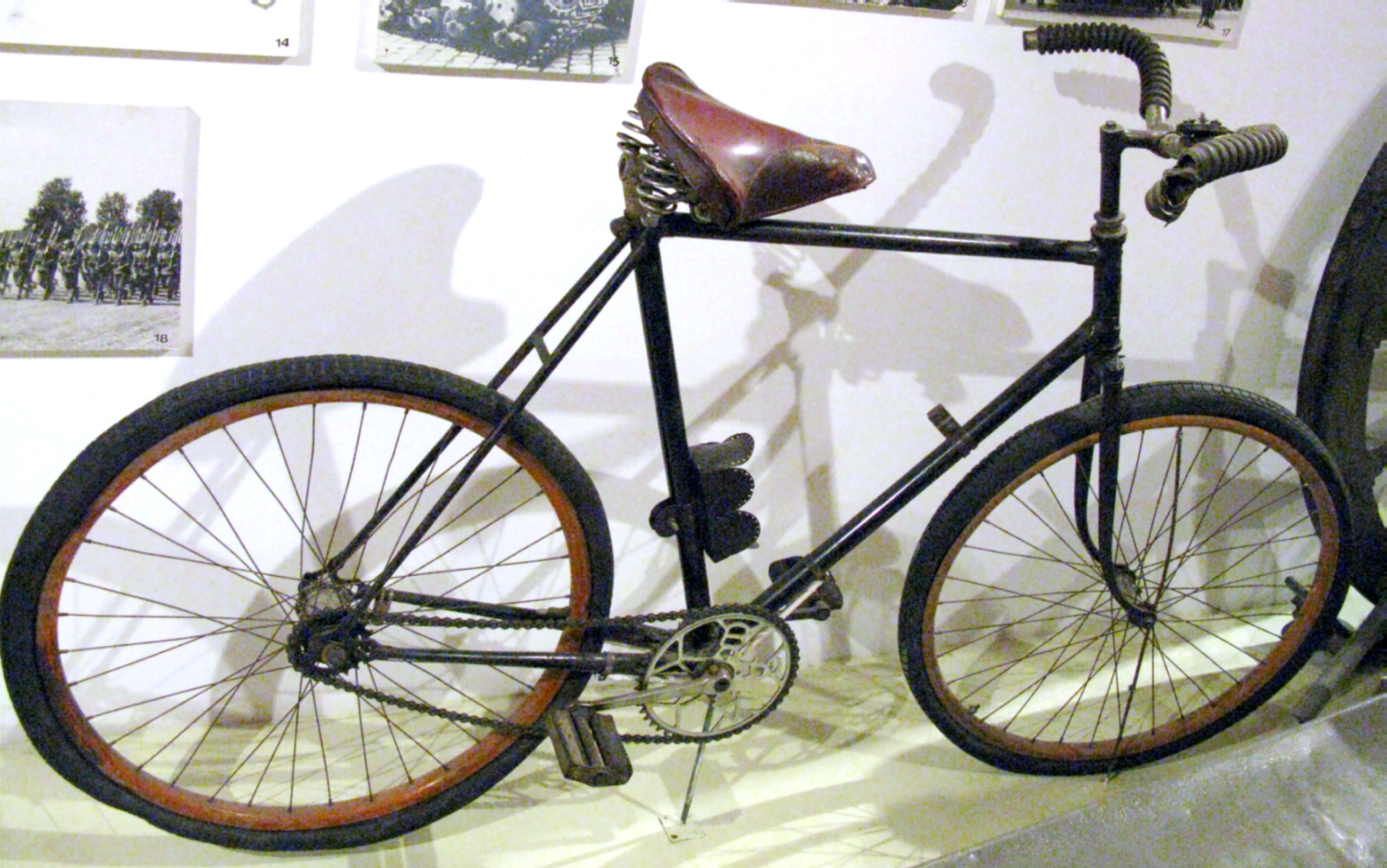
الدراجات الأكثر شيوعاً التي استخدمت من قبل الشركات الكشفية البولندية المخصصة لفرق المشاة خلال الحملة البولندية

خلال الحرب العالمية الأولى، تم استخدام المشاة المحمولة على الدراجات والكشافة والسعاة وحاملات الإسعاف على نطاق واسع من قبل جميع المقاتلين. استخدمت إيطاليا الدراجات مع Bersaglieri (وحدات المشاة الخفيفة) حتى نهاية الحرب. حيث كان لدى كل كتيبة من كتائب الجيش الألماني (المشاة الخفيفة) كتيبة دراجات نوع (رادفار-كومباني) عند اندلاع الحرب، وتم رفع وحدات إضافية خلال الحرب، ليصل المجموع إلى 80 سرية. بعدها، تم تشكيل عدد من هذه إلى ثماني Radfahr-Bataillonen (كتائب الدراجات). كان للجيش البريطاني فرق دراجات في فرقته، وبعد ذلك فرقتان كاملتان أصبحتا قائدي دراجات: فرقتا الدراجين الأولى والثانية.
قبل بداية حرب الخنادق كانت التضاريس المستوية في بلجيكا تستخدم بشكل جيد من قبل راكبي الدراجات العسكرية. شملت كل كتيبة من كتائب الدرك البلجيكية الأربعة شركة من راكبي الدراجات، مجهزة بعلامة تجارية من الدراجات قابلة للطي تسمى بلجيكا. وقدمت مدرسة لراكبي الدراجات العسكرية تدريبا على قراءة الخرائط والاستطلاع والإبلاغ ونقل الرسائل الشفوية. وقد تم الاهتمام بصيانة وإصلاح الآلة نفسها.
وفي غزوها للصين سنة 1937، وظَّفت اليابان نحو 50,000 جندي من الدراجات. في بداية الحرب العالمية الثانية كانت حملتهم الجنوبية عبر مالايا في طريقها للاستيلاء على سنغافورة في عام 1941 تعتمد إلى حد كبير على الجنود راكبي الدراجات. وسمحت الدراجات في كلا المهامين بنقل هادئ ومرن لآلاف الجنود الذين تمكنوا بعد ذلك من مفاجأة المدافعين وإرباكهم. كما طلبت الدراجات القليل من آلة الحرب اليابانية، ولا تحتاج إلى شاحنات أو سفن لنقلها، ولا نفط ثمين. على الرغم من أن اليابانيين كانوا تحت أوامر بعدم الصعود إلى مالايا بالدراجات، خوفا من تباطؤ الإنزال البرمائية، فقد علموا من الاستخبارات أن الدراجات كانت وفيرة في مالايا وانتقلوا لمصادرة الدراجات بشكل منهجي من المدنيين وتجار التجزئة بمجرد هبوطها. باستخدام الدراجات الهوائية، كانت القوات اليابانية قادرة على التحرك أسرع من سحب قوات الحلفاء، وغالبا ما نجحت في قطع انسحابهم. سرعة تقدم اليابانيين، عادة على طول طرق المزارع، والطرق المحلية وعلى الجسور المرتجلة، اشتعلت أيضا قوات الحلفاء الدفاع عن الطرق الرئيسية ومعابر الأنهار على حين غرة، من خلال مهاجمتهم من الخلف. ومع ذلك، كانت هناك حالة أو حالتين من القوات الأسترالية التي قلبت الطاولة على اليابانيين عن طريق عزل قوات الدراجات من القوات الآلية المرافقة لهم بعد تفجير الجسور فوق الأنهار.
خلال غزو بولندا عام 1939، شملت معظم فرق المشاة البولندية شركة من الكشافة راكبي الدراجات. حيث شملت معدات كل شركة 196 دراجة، ودراجة نارية واحدة ذات عربة جانبية، وتسع عربات إمداد تجرها الخيول، بالإضافة إلى ثلاث أو ست بنادق مضادة للدبابات ومعدات مشاة قياسية مثل الرشاشات والبنادق والمسدسات والقنابل اليدوية.